# Tawang Rejo (Pandaan)
Tawang Rejo is een bestuurslaag in het regentschap Pasuruan van de provincie Oost-Java, Indonesië. Tawang Rejo telt 6784 inwoners (volkstelling 2010).